# عبد الله اليزيدي (لاعب كرة قدم مواليد 2002)
عبد الله بدر اليزيدي (مواليد 28 مارس 2002) لاعب كرة قدم قطري يجيد اللعب في الظهير الأيمن مع نادي السد في دوري نجوم قطر ومنتخب قطر.

## روابط خارجية
عبد الله اليزيدي (لاعب كرة قدم مواليد 2002) على موقع Soccerway.com (الإنجليزية)